# Fair Mile Hospital

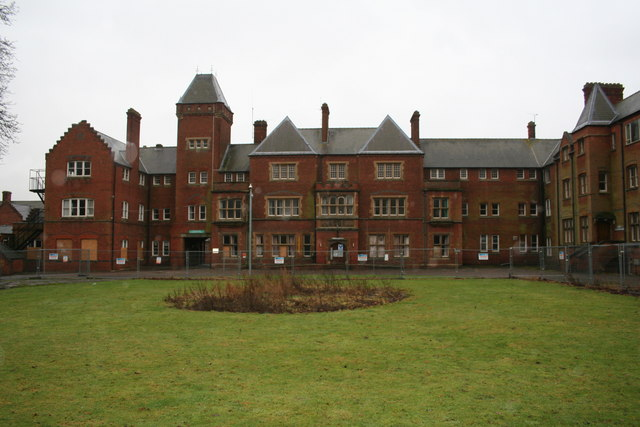
Fair Mile im Jahre 2008 Umbau Wohnsiedlung

Das Fair Mile Hospital war ein Irrenhaus nördlich von Moulsford und östlich von Cholsey in der Grafschaft Oxfordshire in England.
Nach dem Gesetz über das County Asylums 1845 in Großbritannien waren alle Landkreise verpflichtet, eine stationäre Behandlung für Menschen mit psychischen Erkrankungen bereitzustellen. Das Krankenhaus wurde von Charles Henry Howell entworfen. Der Bau begann im März 1868.  Das Krankenhaus wurde 1870 als County Lunatic Asylum für Berkshire eröffnet und wurde später auch als Moulsford Asylum bekannt. 1915 wurde es dann zum Berkshire Mental Hospital umbenannt.
Der Architekt George Thomas Hine entwarf 1898 eine Erweiterung für das Gebäude. Der gesamte Komplex wurde 1948 Teil des National Health Service und wurde unter seinem letzten Namen Fair Mile Hospital geführt.  Auf seinem Höhepunkt waren in dem Krankenhaus mehr als tausend Patienten untergebracht.
In der britischen TV-Serie Inspector Barnaby spielt das leerstehende Gebäude eine Rolle in der Folge mit dem deutschen Titel „Geisterwanderung“. Es nennt sich dort „Saint Fidelis“ und solle eine ehemalige Lungenheilstätte darstellen.
Die Einrichtung wurde 2003 geschlossen, als die Nutzung aufgrund moderner psychischer Gesundheitspolitik und Behandlung zurückgegangen war. Die viktorianischen Gebäude sind im Wesentlichen vollständig erhalten und wurden in Wohnungen umgewandelt.  Die Wohnsiedlung mit dem Namen „Cholsey Meadows“ wurde 2011 eröffnet. Die erhaltenen Gebäude sind denkmalgeschützt.